# 8月26日
8月26日是阳历年的第238天（闰年是239天），离一年的结束还有127天。

## 大事记

### 17世纪以前
- 1071年：塞尔柱王朝于曼齐刻尔特战役击败拜占庭帝国军队，从而控制大部分的安纳托利亚。
- 1346年：爱德华三世率领英格兰长弓兵在克雷西会战击败法国重骑兵及弩兵，成为百年战争关键战役。

### 17世纪
- 1642年：聖薩爾瓦多城的西班牙駐軍向荷屬東印度公司投降，臺灣西班牙統治時期結束。
- 1648年：巴黎爆发市民武装暴动，第一次投石党乱开始。
- 1667年：西屬尼德蘭重鎮里爾駐軍在法軍長達16天的圍攻後，被迫交出城市。

### 18世紀
- 1728年：原籍丹麦的俄国探险家维他斯·白令率领探险队发现了在亚洲和北美洲之间的海峡。后为纪念他将这一海峡命名为“白令海峡”。
- 1768年：英国探险家詹姆士·库克率领奋进号三桅帆船在英国普利茅斯起航，开始首次远征。
- 1789年：法國國民制憲議會在凡爾賽宮表決通過《人權和公民權宣言》，宣布自由、財產、安全和反抗壓迫的權利是天賦人權。
- 1791年：阿根廷激进公民联盟成立。

### 19世紀
- 1849年：海地第二帝國成立。
- 1883年：荷屬東印度喀拉喀托火山發生四次大規模噴發並引發海嘯，造成超過36,000人死亡。

### 20世紀
- 1914年：第一次世界大戰：德國殖民地多哥蘭在20天的戰役後向法國和英國軍隊投降。
- 1920年：时任美国国务卿班布里奇·科尔比宣告美国宪法第十九修正案生效，美国妇女获得投票权。
- 1931年：中華民國發生江淮水災。
- 1945年：日本軍需省及大東亞省廢止，而農商省解散並復設農林省、商工省。
- 1949年：国共内战末期，共产党方面的解放军第一野战军占领兰州继而占领甘肃全境。
- 1959年：香港商業廣播有限公司（商業電台）宣布成立，早期總部設於荔枝角，創辦人兼董事總經理為何佐芝。
- 1966年：纳米比亚獨立戰爭爆發。
- 1972年：第20届夏季奧林匹克運動會在联邦德国慕尼黑奥林匹克体育场开幕。
- 1976年：香港政府擴大香港立法局議席，增加8位非官守議員、5名官守議員，令官守議員與非官守議員的比例變為24比21。
- 1978年：若望·保祿一世在教宗選舉中當選為新一任教宗。
- 1980年：中华人民共和国第五届全国人大常委会第十五次会议决定：在广东省的深圳、珠海、汕头和福建省的厦门设置经济特区。
- 1980年：耗資二億港元建成，全亞洲最大，連接香港、菲律賓、日本海底電纜系統啟用。三地首長分別在三地主持啟用儀式。
- 1981年：邓小平首次提出“一国两制”。
- 1991年：香港的卫星电视台星空传媒正式启播。
- 1999年：為報復車臣入侵達吉斯坦，俄羅斯對車臣發動空襲行動，第二次車臣戰爭爆發。
- 1999年：美国运动员迈克尔·约翰逊在西班牙塞维利亚举行的第7届世界田径锦标赛上以43秒18的成绩打破男子400米世界纪录。

### 21世紀
- 2004年：台灣跆拳道女將陳詩欣於雅典奧運會跆拳道女子第一量級（49公斤級）為台灣奪下奧運參賽史上首面金牌；稍晚男子選手朱木炎亦於男子第一量級（58公斤級）奪得金牌。
- 2008年：俄罗斯承认阿布哈兹与南奥塞提亚已经获得独立。
- 2013年：特雷西·麦克格雷迪宣布从NBA退役。
- 2021年：阿富汗首都喀布尔哈米德·卡尔扎伊国际机场发生自杀式炸弹袭击，至少造成103人死亡，200多人受伤，伤者包括阿富汗民众、外国军队及塔利班武装人员。
- 2021年：香港最後一名泛民主派立法會議員鄭松泰無法通過選委會資格審查，即時喪失立法會議席。[1][2]

## 出生
- 1548年：腓特烈五世，三十年战争期间波希米亚亞國王（1632年逝世）
- 1676年：罗伯特·沃波尔，英國政治家，被普遍認為是史上第一位英國首相（1745年逝世）
- 1728年：約翰·海因里希·朗伯，瑞士數學家、物理學家、天文學家、哲學家（1777年逝世）
- 1740年：約瑟夫—米歇爾·孟戈菲，法國的造紙商、發明家（1810年逝世）
- 1743年：安托萬·拉瓦節，法國化學家，有「近代化學之父」之稱（1794年逝世）
- 1789年：弗里德里希·李斯特，德國经济学家（1846年逝世）
- 1819年：阿尔伯特亲王，英國維多利亞女王的表弟和丈夫（1861年逝世）
- 1830年：李仙得，法裔美國外交官（1899年逝世）
- 1873年：李·德富雷斯特，美國科學家、發明家，真空三極體發明者、「無線電之父」、「電視始祖」、「電子管之父」（1961年逝世）
- 1875年：約翰·布臣，蘇格蘭小說家及政治家，曾任加拿大總督（1940年逝世）
- 1880年：纪尧姆·阿波利奈尔，法國詩人、劇作家、藝術評論家，超現實主義先驅（1918年逝世）
- 1882年：詹姆斯·弗兰克，德國物理學家，1925年諾貝爾物理學獎得主（1964年逝世）
- 1885年：朱爾·羅曼，法國小說家、劇作家、詩人（1972年逝世）
- 1896年：貝斯·庫珀，美國超級人瑞（2012年逝世）
- 1897年：尹潽善，韓國政治家、獨立運動家，第4任大韓民國總統（1990年逝世）
- 1898年：佩姬·古根漢，美國藝術收藏家 （1979年逝世)
- 1900年：熊大仕，中國兽医寄生虫学家（1987年逝世）
- 1901年：陳毅，中國軍事家、政治家（1972年逝世）
- 1901年：馬克斯維爾·D·泰勒，美國四星上將，美軍在歐洲戰場常勝軍代名詞（1987年逝世）
- 1904年：克里斯多福·伊舍伍，英美小說家，作品多以同性戀為主題（1986年逝世）
- 1906年：安德烈·基里連科，蘇聯政治人物（1990年逝世）
- 1906年：阿爾伯特·沙賓，美國猶太裔醫學家，「沙賓疫苗」開發者（1993年逝世）
- 1910年：加爾各答德肋撒修女，印度羅馬天主教修女、傳教士，1979年诺贝尔和平奖得主（1997年逝世）
- 1912年：約翰·廷尼斯伍德，英國超級人瑞（2024年逝世）
- 1914年：胡利奥·科塔萨尔，阿根廷作家、學者，拉美文學代表人物（1984年逝世）
- 1918年：，美國數學家、物理學家（2020年逝世）
- 1920年：炳·廷素拉暖，泰國將領、政治家，曾於1980年至1988年出任泰國總理（2019年逝世）
- 1923年：沃尔夫冈·萨瓦利希，德國指揮家、鋼琴家（2013年逝世）
- 1925年：鄭裕彤，香港商人（2016年逝世）
- 1926年：阿納希特·齊齊基安，亞美尼亞小提琴演奏家、科學家、音樂考古學奠基人（1999年逝世）
- 1927年：胡光鎮，中國電子工程及通信技術專家（2023年逝世）
- 1927年：巴克里希納·多西，印度建築師（2023年逝世）
- 1934年：武村正義，日本自治官僚、政治人物（2022年逝世）
- 1935年：傑羅丁·費拉羅，美國政治人物，第一位女性美國副總統參選人（2011年逝世）
- 1937年：根纳季·亚纳耶夫，蘇聯政治人物，唯一一任蘇聯副總統（2010年逝世）
- 1937年：李怡嚴，臺灣理論物理學家（2024年逝世）
- 1938年：，美國化學家（2021年逝世）
- 1938年：馬塞羅·甘迪尼，義大利汽車設計師（2024年逝世）
- 1940年：米歇爾·米孔貝羅，蒲隆地政治人物，首任蒲隆地總統（1983年逝世）
- 1941年：芭芭拉·艾倫瑞克，美國作家、政治活動家、美國民主社會主義者（2022年逝世）
- 1945年：朗達·拜恩，澳大利亞電視作家、製片人
- 1946年：周济，中國工程院院士，曾任中華人民共和國教育部部長、武漢市市長、華中理工大學校長。2010-2018年任中國工程院院長
- 1950年：田北辰，香港政界人物
- 1950年：五十嵐優美子，日本漫畫家，代表作《小甜甜》
- 1951年：爱德华·威滕，猶太裔美國數學物理學家，被視為當代最偉大的物理學家之一
- 1953年：愛德華·洛瓦薩，坦尚尼亞政治人物，第8任坦尚尼亞總理（2024年逝世）
- 1954年：艾夫倫·雷耶斯，菲律賓職業花式撞球運動員
- 1957年：克里斯蒂安·施密特，德國政治人物，現任國際社會駐波赫高級代表
- 1962年：何超瓊，港澳企業家
- 1963年：劉歡，中國歌手
- 1963年：陶大宇，香港演員
- 1963年：莊學忠，馬來西亞歌手
- 1963年：阿列克謝·基塔耶夫，俄裔美國物理學家
- 1964年：馬曉春，中國围棋棋手
- 1964年：王雪峰，台灣政治人物
- 1964年：梅赫丽班·阿利耶娃，阿塞拜疆政治人物
- 1965年：馬庫斯·杜·索托伊，英國數學家、科普專家
- 1966年：李驥，台灣歌唱團體優客李林成員
- 1968年：蘇群，中國籃球解說員
- 1970年：瑪莉莎·麥卡錫，美國女演員、作家、製片人、服裝設計師、製造商
- 1972年：余皓然，台灣女藝人
- 1973年：彭子晴，香港女演員
- 1973年：安迪·馬希提，阿根廷導演、編劇
- 1974年：黃渤，中國男演員
- 1977年：汪琳，香港女演員
- 1977年：千葉紗子，日本動畫聲優
- 1979年：史俊威，台灣樂隊蘇打綠鼓手
- 1980年：劉鳴煒，香港企業家、華人置業集團董事會主席兼署理行政總裁
- 1980年：麥考利·克金，美國男演員、音樂家
- 1980年：克里斯·潘恩，美國男演員
- 1982年：周韋彤，中國女演員
- 1982年：吉田真弓，日本女聲優
- 1982年：約翰·穆拉尼，美國喜劇演員、演員、作家、製片人
- 1983年：妮科尔·戴维，馬來西亞壁球運動員
- 1983年：王小瑋，中國女歌手
- 1983年：鄒晶梅，華裔美國古生物學家
- 1985年：蘇秀華，香港賽艇運動員
- 1985年：雨果·迪米尼-科潘，法國數學家
- 1986年：哥連·卡森-李察士，土耳其足球運動員
- 1987年：劉心，中國男歌手
- 1987年：張杰，中國男子举重運動員
- 1987年：李幸倪，馬來西亞華裔女歌手
- 1988年：陳仕燊，香港樂隊Supper Moment、鐵樹蘭主唱
- 1988年：托莉·布萊克，美國色情演員
- 1989年：詹姆斯·哈登，美國籃球運動員
- 1991年：狄倫·歐布萊恩，美國演員，音樂家
- 1991年：Alok，巴西電子音樂製作人、DJ、唱片製作人
- 1992年：楊伊琳，中國女子體操運動員
- 1992年：重岡大毅，日本男子偶像團體Johnny's WEST成員
- 1993年：鄭業成，中國男演員
- 1993年：馬爾科·利瓦賈，克羅埃西亞職業足球運動員
- 1994年：Yezi，韓國女歌手
- 1995年：謝嘉怡，香港演員
- 1995年：周偉倫，馬來西亞男子硬地滾球殘疾運動員
- 1997年：陳華，台灣女歌手
- 1998年：田小娟，韓國女子偶像團體(G)I-DLE隊長
- 1998年：吕焕雄，韓國男子偶像團體ONEUS成員
- 1999年：傑克·愛爾蘭，澳大利亞男子游泳運動員
- 2003年：原菜乃華，日本女演員
- 2008年：開心那，日本女子滑板運動員

## 逝世
- 526年：狄奥多里克大帝，东哥特王国建立者（454年出生）
- 1278年：普热米斯尔·奥托卡二世，波希米亚国王（1230年出生）
- 1346年：约翰一世，波希米亚国王（1296年出生）
- 1346年：路易一世，弗兰德伯爵（1322年出生）
- 1506年：雪舟，日本水墨畫畫家（1420年出生）
- 1572年：彼得吕斯·拉米斯，法国人文主义学家（1515年出生）
- 1666年：弗兰斯·哈尔斯，荷兰黄金时代肖像画家（1580年出生）
- 1723年：安東尼·范·列文虎克，荷兰生物学家（1632年出生）
- 1815年：諫早茂圖，日本江戶時代武士（1747年出生）
- 1850年：路易-菲利普一世，法蘭西國王（1773年出生）
- 1870年：亞歷山大·喬治·伍德福特，英國陸軍軍官（1782年出生）
- 1874年：茱莉-維克托瓦爾·道比耶，法國記者（1824年出生）
- 1908年：榎本武揚，日本政治人物、外交官（1836年出生）
- 1910年：威廉·詹姆士，美国哲学家（1842年出生）
- 1926年：烏顏·旺楚克，不丹國王（1861年出生）
- 1963年：王尚義，臺灣作家（1936年出生）
- 1972年：法蘭西斯·奇徹斯特（英语：Francis Chichester），英国探险家（1901年出生）
- 1974年：侯德榜，中國化学家（1890年出生）
- 1974年：查爾斯·林白，美国飞行員，首位成功完成單人不著陸飛行橫跨大西洋的飛行員（1902年出生）
- 1985年：张其昀，中国地理学家、历史学家（1900年出生）
- 1990年：本田實，日本天文學家（1913年出生）
- 1993年：羅伊·雷蒙德，美國企業家、商人，成衣品牌「維多利亞的秘密」創辦人（1947年出生）
- 1998年：弗雷德里克·萊因斯，美國物理學家，1995年諾貝爾物理學獎得主（1918年出生）
- 1999年：徐芝纶，中国工程力学家（1911年出生）
- 2011年：喬治·邦德，英國登山家，首批登上干城章嘉峰者（1929年出生）
- 2012年：叶仲寅，中国话剧女演员（1911年出生）
- 2019年：陈家镛，中国化学工程学家（1922年出生）
- 2020年：乔·鲁比（英语：Joe Ruby），美國动画作家，史酷比幕後創始人之一（1933年出生）
- 2024年：納比勒·阿拉比，埃及外交官（1935年出生）
- 2024年：，瑞典職業足球教練（1948年出生）
- 2024年：奧列克西·梅斯，烏克蘭戰鬥機飛行員（1993年出生）

## 节假日和习俗
- 國際狗狗日[3]
- 美国：女性平权日（英语：Women's Equality Day）
- 中国：全国律师咨询日[4]
- 纳米比亚：納米比亞日
- ：悔改日（英语：Repentance Day）